# Duming Dias
Duming Dias (ur. 13 września 1969 w Honavar) – indyjski duchowny katolicki, biskup Karwar od 2024.

## Życiorys

### Prezbiterat
Święcenia kapłańskie otrzymał 26 kwietnia 1992 i został inkardynowany do diecezji Shimoga. Pracował głównie jako duszpasterz parafialny, był też m.in. wykładowcą i przełożonym Sacred Heart College w Shimoga, dyrektorem szkoły chłopięcej w Davanagere, pomocniczym dyrektorem szkoły medycznej w Bengaluru oraz przełożonym diecezjalnego ośrodka duszpasterskiego.

### Episkopat
13 stycznia 2024 papież Franciszek mianował go biskupem Karwar.
9 kwietnia 2024 otrzymał święcenia biskupie w Karwar. Udzielił mu ich arcybiskup Bangalore Peter Machado. 